# كأس استقلال زيمبابوي
كأس استقلال زيمبابوي هي مسابقة كرة قدم لاتحاد زيمبابوي لكرة القدم . تم تأسيسها كمسابقة بين الأندية . أقيمت البطولة وقت ذكرى الاحتفال لاستقلال البلاد عام 1983. تعقد المباراة النهائية عادة في 18 أبريل، الذي يكون هو تاريخ لذكرى استقلال الأمة.

## الفائزون في البطولة
ابطال كأس زمبابوي:
- 1983: نادي ديناموز (Harare)
- 1984: نادي ديناموز (Harare)
- 1985: zonal match
- 1986: Highlanders (Bulawayo)
- 1987: Black Rhinos (Harare)
- 1988: Highlanders (Bulawayo)
- 1989: Zimbabwe Saints (Bulawayo)
- 1990: نادي ديناموز (Harare)
- 1991: Highlanders (Bulawayo)
- 1992: نادي كابس يونايتد (Harare)
- 1993: نادي كابس يونايتد (Harare)
- 1994: Chapungu United (Gweru)
- 1995: نادي ديناموز (Harare)
- 1996: نادي كابس يونايتد (Harare)
- 1997: نادي كابس يونايتد (Harare)
- 1998: Highlanders (Bulawayo)
- 1999: Amazulu (Bulawayo)
- 2000: No cup held
- 2001: Highlanders (Bulawayo)
- 2002: Highlanders (Bulawayo)
- 2003: Black Rhinos (Harare)
- 2004: نادي ديناموز (Harare)
- 2005: Motor Action
- 2006: Masvingo United (Masvingo)
- 2007: Masvingo United (Masvingo)
- 2008: Shooting Stars
- 2009: Njube Sundowns (Gwanda)
- 2010: نادي ديناموز (Harare)
- 2011: Highlanders (Bulawayo)[2]
- 2012 : نادي بلاتينوم (Zvishavane)
- 2013 : نادي بلاتينوم (Harare)
- 2014 : نادي بلاتينوم (Zvishavane)
- 2015 : نادي بلاتينوم (Zvishavane)
- 2016 : 'Chicken Inn FC (Bulawayo)
- 2017 : نادي ديناموز (Harare)
- 2019 : Highlanders (Bulawayo)